# Johannes Paul Quandt
Johannes Paul Quandt (* 1863 in Collin, Kreis Pyritz, Provinz Pommern; † 1937 in Königsberg (Preußen)) war ein lutherischer Pfarrer in Den Haag und Königsberg.

## Leben
Quandt studierte an der Albertus-Universität Königsberg Evangelische Theologie. Nach den Examen und dem Vikariat wurde er Militärseelsorger der Preußischen Armee. Ab 1889 war er Divisionspfarrer im niederschlesischen Glatz und in Danzig. Ab 1892 betreute er die Deutsche Evangelische Gemeinde in Den Haag. 1904 wurde er als 1. Pfarrer und Superintendent an den Königsberger Dom berufen. Über 24 Jahre (1909–1933) war er im Nebenamt Konsistorialrat. 1923 erhielt er die Ehrendoktorwürde als D. theol. h. c. der Albertus-Universität. Er engagierte sich für den Theologennachwuchs und initiierte das Lutherheim, das 1917 als Studentenwohnheim in der Hindenburgstraße eröffnet wurde. Mit 70 Jahren schied er aus seinen Ämtern aus.